# Neue Chursächsische Post-Charte
Die Neue Chursächsische Post-Charte ist eine historische Karte. Sie wurde vom sächsischen Kurfürsten August der Starke (1670–1733) in Auftrag gegeben. Sie basiert auf der 
Kursächsischen Landesvermessung durch Adam Friedrich Zürner (1679–1742) und wurde 1718 publiziert. Sie hat etwa den Maßstab 1 : 330.000.
Sie trägt den Titel „NEUE CHURSAECHSISCHE POST CHARTE darinnen des ChurFürstenthum Sachsen und seiner incorporirten Lande wie auch andere angraentzende vornehmste Vestungen, Staedte, Flecken und notabelsten Schlösser Güther und Dörffer mit unterschiedenen, unten im Clave explicirten anmerckungen der Diöcesen Aembter Postwege Strassen auch.“